# کوین گلندینینگ
کوین گلندینینگ (انگلیسی: Kevin Glendinning؛ زادهٔ ۲۳ ژانویهٔ ۱۹۶۲) بازیکن فوتبال اهل بریتانیا است.
از باشگاه‌هایی که در آن بازی کرده‌است می‌توان به باشگاه فوتبال دارلینگتون اشاره کرد.